# 甲府市立新紺屋小学校
甲府市立新紺屋小学校（こうふしりつ しんこんやしょうがっこう）は、山梨県甲府市武田一丁目にある公立小学校。

## 沿革
- 1883年（明治16年）4月21日 - 開校

## 学校周辺
- 甲府駅
- 山梨大学
- 山梨県立甲府第一高等学校
- 山梨文化会館（山梨放送）

## アクセス
- 甲府駅北口より徒歩5分
- 甲府駅北口2番乗り場より山梨交通バス10・11系統「武田神社」行き、12・13系統「積翠寺」行き、富士急バス「富士山駅」行きに乗車、新紺屋小学校バス停下車徒歩1分
- 南甲府駅より山梨交通バス10系統「武田神社」行き、12系統「積翠寺」行きに乗車、新紺屋小学校バス停下車徒歩1分
- 富士山駅、河口湖駅より富士急バス「甲府駅北口」行きに乗車、新紺屋小学校バス停下車徒歩1分